# Óscar Quispe Catacora

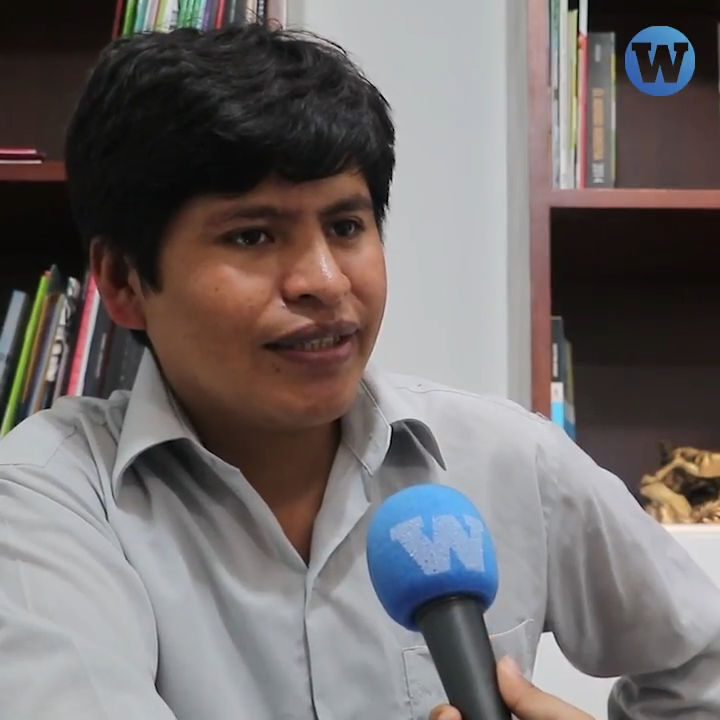
Óscar Catacora, 2018

Óscar Quispe Catacora, auch kurz mit mütterlichem Familiennamen Óscar Catacora (* 18. August 1987 in Huaychani, Distrikt Acora, Provinz Puno, Region Puno, Peru; † 26. November 2021 in Conduriri, Provinz El Collao, Region Puno), war ein peruanischer Filmregisseur, Drehbuchautor und Schauspieler. Bekannt wurde er als Regisseur bereits durch seinen ersten abendfüllenden, 2018 herausgekommenen Spielfilm Wiñaypacha, einen auf Aymara gedrehten Film über ein altes Ehepaar in den Anden, das auf die Rückkehr seines fortgezogenen einzigen Sohnes wartet. Er starb bei Dreharbeiten für ein zweites Filmprojekt, das die Freiheitskämpfe der Aymara um 1780 zum Thema hatte.

## Leben
Óscar Quispe Catacora wurde als Sohn einer Aymara-Familie, die als Bauern von Ackerbau und Viehzucht lebten, am 18. August 1987 in der Bauerngemeinde Huaychani bei Ácora in der Region Puno geboren. Er wuchs seine ersten Jahre mit Spanisch auf. Sein Vater wollte dies so, damit er nicht als Indigener mit Akzent stigmatisiert würde, doch seine Mutter drängte darauf, dass er auch Aymara lerne. So kam er mit sieben Jahren zu seinen Großeltern, wo nur Aymara gesprochen wurde. Hier musste er nun in der Landwirtschaft mithelfen. Auf Grund familiärer Probleme zog er mit 12 Jahren – zunächst mit seinem älteren Bruder – in die Stadt Puno, wo er die Primar- und Sekundarschule besuchte, um dann an der Universidad Nacional del Altiplano de Puno (UNAP, auch UNA) zu studieren. Bereits mit 15 Jahren musste er als Fahrkartenverkäufer in Bussen sein Geld verdienen und fing mit 16 Jahren an zu filmen. 2007 spielte er im 45-minütigen Film El sendero del chulo, wo er auch Regie führte. 2008 wurde dieser Film in Puno uraufgeführt. An die UNA kam er 2009 und studierte dort an der Escuela Profesional de Arte Theater, brach das Studium jedoch ab und wurde Soldat im Peruanischen Heer. Ab 2011 studierte er Kommunikationswissenschaften an der UNA, um sich in audiovisueller Produktion zu spezialisieren. 2013 schrieb er das Drehbuch für den 72-minütigen Spielfilm La venganza del Súper Cholo, der noch im selben Jahr herauskam. Ebenfalls 2013 erhielt Catacora als Gewinner des Nationalen Kinematographie-Wettbewerbs des peruanischen Kulturministeriums einen Zuschuss von 400.000 Soles für sein Filmprojekt Wiñaypacha Der Film war laut El País der erste peruanische Spielfilm, der in Gänze auf Aymara gedreht wurde. Es war mit 88 Minuten sein erster abendfüllender Spielfilm und wurde von Peru als Kandidat für den Oscar in Hollywood für den besten fremdsprachigen Film vorgeschlagen, kam aber nicht zum Zuge. Auch für den 33. Goya-Filmpreis in Spanien kandidierte er erfolglos. Er gewann dagegen den Preis für den besten peruanischen Spielfilm 2018 von der Asociación Peruana de Prensa Cinematográfica (APRECI).
2018 erhielt Catacora abermals Zuschüsse des peruanischen Bildungsministeriums. Diese dienten für sein zweites Projekt für einen abendfüllenden Spielfilm, einen historischen Spielfilm über die indigenen Aufstände in Peru gegen die spanische Kolonialherrschaft um 1780, deren Uraufführung zur Zweihundertjahrfeier der Unabhängigkeit Perus vorgesehen war.
Am 26. November 2021 gab die Produktionsfirma Cine Aymara bekannt, dass Catacora bei Dreharbeiten für seinen neuen Spielfilm Yana-wara in den Bergen des Distrikts Conduriri in der Provinz El Collao an einer Appendicitis gestorben war.

## Filmographie
- El sendero del chulo (2007, 45 min), Regisseur, Schauspieler
- La venganza del Súper Cholo (2013, 72 min), Drehbuch
- Aventura sangrienta (2017, 88 min), Drehbuch
- Wiñaypacha (2017, 88 min), Regisseur, Drehbuch, Kameramann